# К'ан II
К'ан II (20 квітня 588 — 658) — цар (ахав) К'анту у 618—658 роках. Відомий також під іменем «Володар Злива-Місяць».

## Життєпис
Походив з династії Караколя. Син ахава Яхав-Те'-К'ініча II і Іш-Бац'-Ек'. Народився 9.7.14.10.8, 3 Ламат 16 Во' (20 квітня 588 року). При народженні отримав ім'я До воцаріння він мав ім'я Сак-Віціль-Баах («Біла Гірська Туса»). Після смерті зведеного брата — Кнот-Ахава — 618 році зумів успадкувати трон, незважаючи на наявність прямих спадкоємців. Під час інтронізації взяв ім'я свого діда …н-О'ль-К'ініч (проте відомий як К'ан II). В написах його перше ім'я нерідко поєднується з царським.
На початку свого правління знаходився під впливом матері, яка мала значну політичну вагу, значною мірою визначала політику царства. Прагнучи обґрунтувати законність своєї влади, К'ан II багато уваги приділяв правлінню свого батька Яхав-Те'-К'ініча II. Він згадує усі проведені батьком церемонії закінчення к'атунов, але при цьому опускає к'атун 9.9.0.0.0, церемонія з нагоди якого проводилася Кнот-Ахавом, повністю ігнорує правління свого зведеного брата.
У сфері зовнішньої політики продовжив зміцнення налагоджених його батьком зв'язків з Канульським царством. Володарі останнього неодноразово згадуються на його пам'ятниках. Згодом провів з канульськими ахавами Тахо-Ук'аб'-К'ак'ом і Йукноом-Наалєм низку військових кампаній проти сусіднього Саальського царства. Перша війна K'анту з Саалєм почалася в 626 році з нападу К'ана II на місцевість «Пагорби Ко». Вона тривала з перемінним успіхом кілька років і завершилася в 631 році взяттям Вакчаб'наля (столиці Саальського царства) канульськими військами. У 638 році померла мати К'ана II (її поховання поки не знайдено).
Влітку 658 року з огляду на погіршення здоров'я К'ан II зробив своїм співволодарем сина К'ак'-Ухоль-К'ініча II. Церемонія відбулася в день 9.11.5.14.0, 12 Ахав 8 Шуль (25 червня 658 року), а 9.11.5.15.9, 2 Мулук 7 Моль (24 липня 658 року) К'ан II помер.